# Флаги административных единиц династии Нгуен
Флаги административных единиц династии Нгуен использовались примерно с 1868 до 1885 года. Они были представлены в соотношении сторон 1:1.

## Королевские провинции

Тхыатхьен (Thừa Thiên phủ, 承天府)
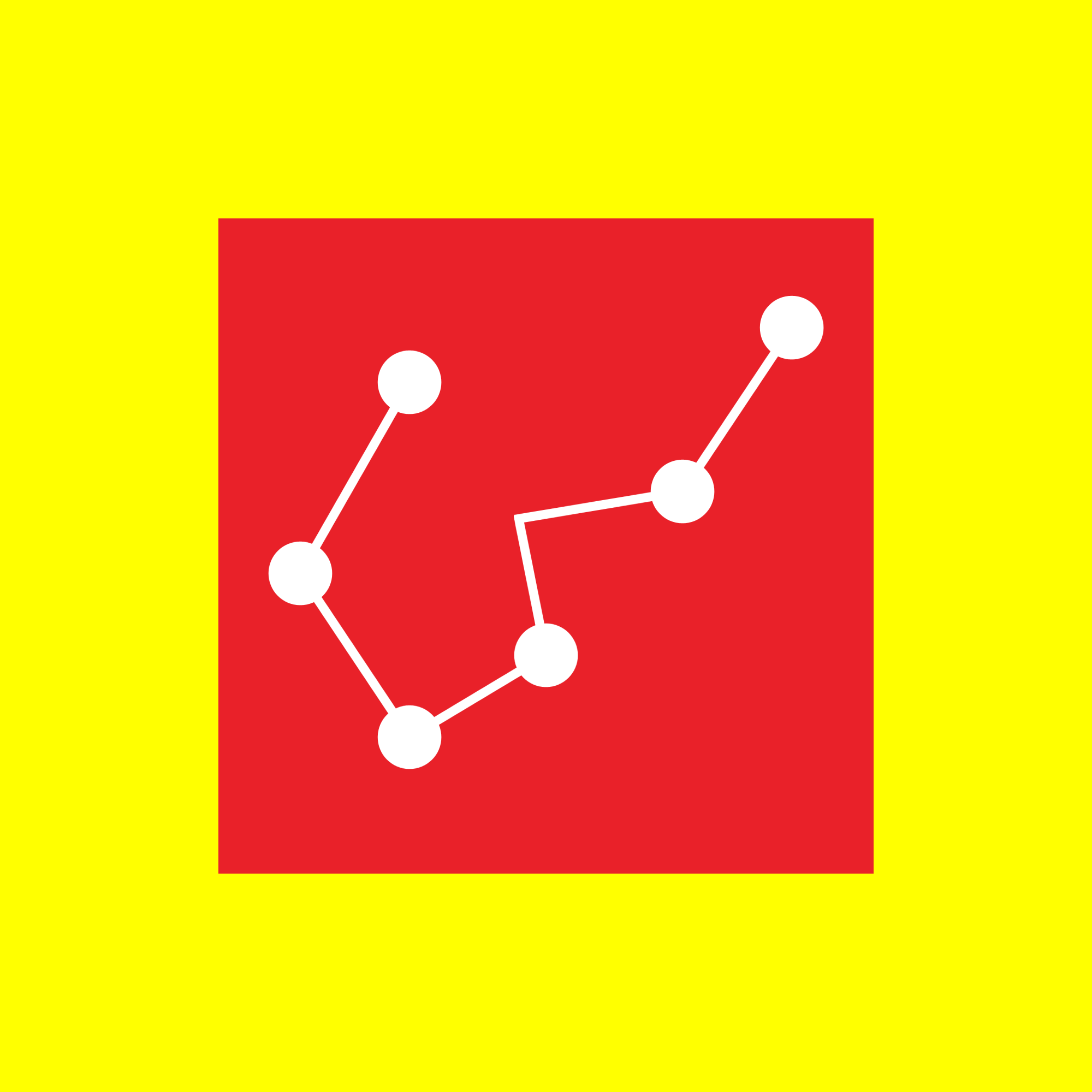
Куангчи (Quảng Trị tỉnh, 廣治省)
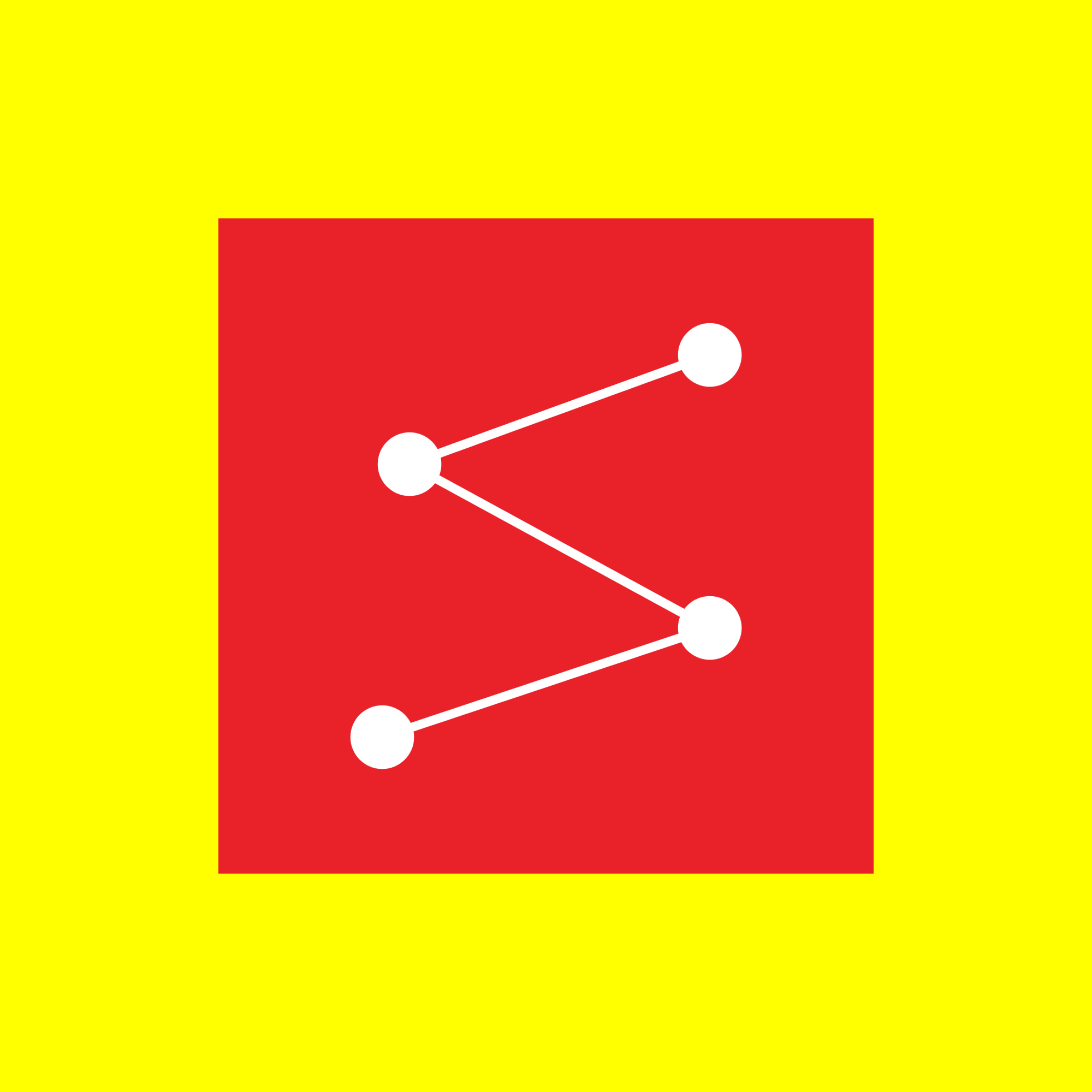
Куангбинь (Quảng Bình tỉnh, 廣平省)
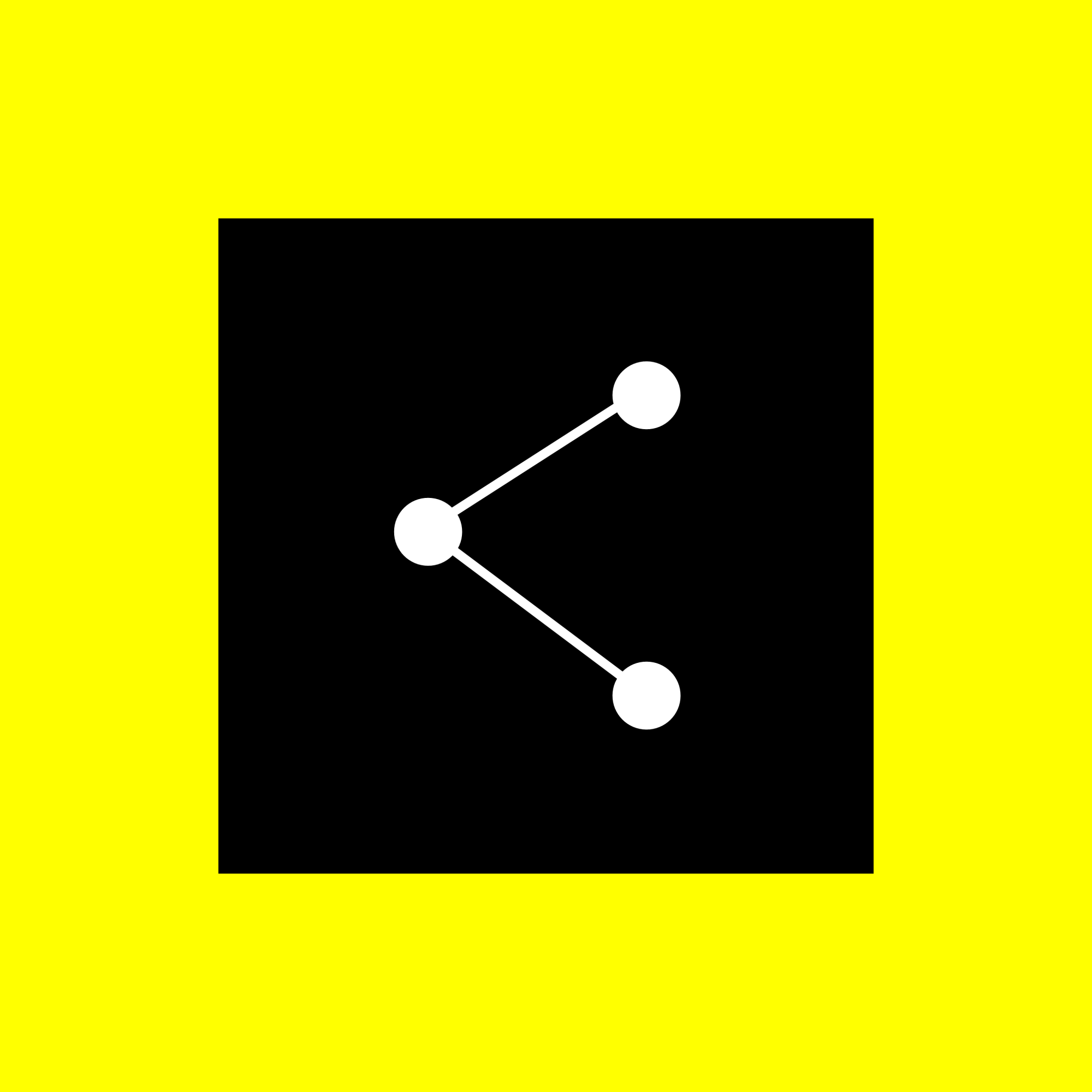
Куангнам (Quảng Nam tỉnh, 廣南省)
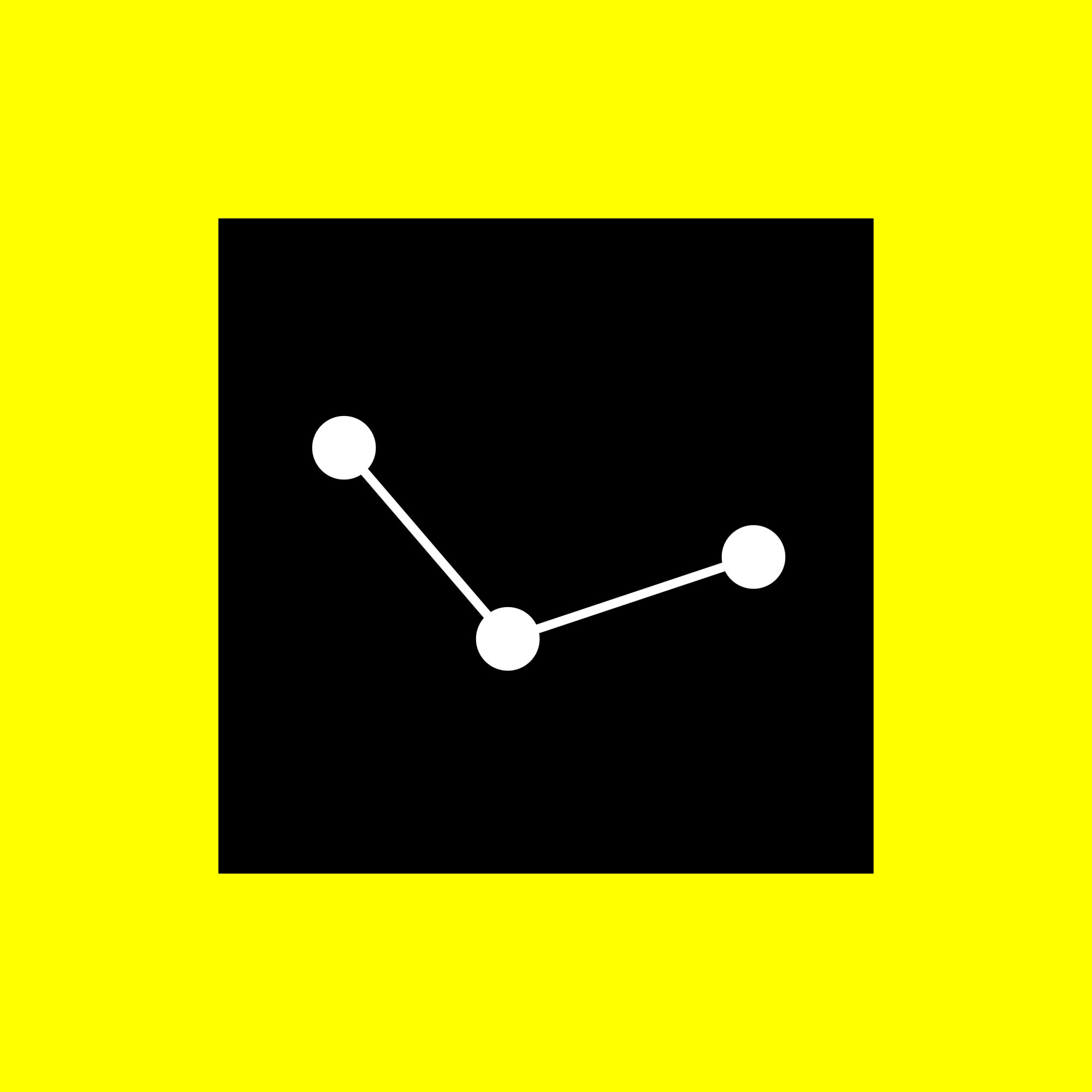
Куангнгай (Quảng Ngãi tỉnh, 廣義省)

## Провинции Северной области

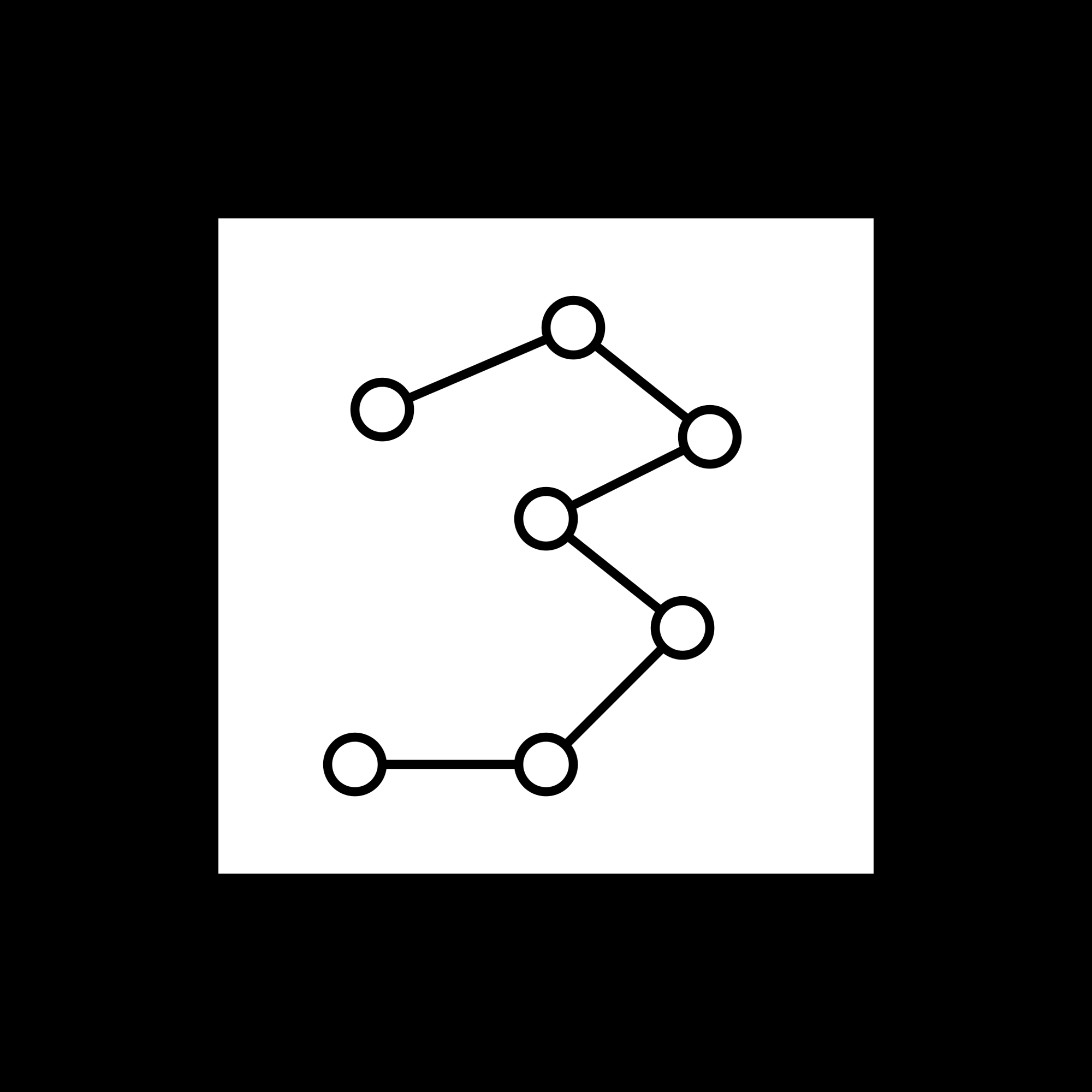
Ханой (Hà Nội tỉnh, 河內省)
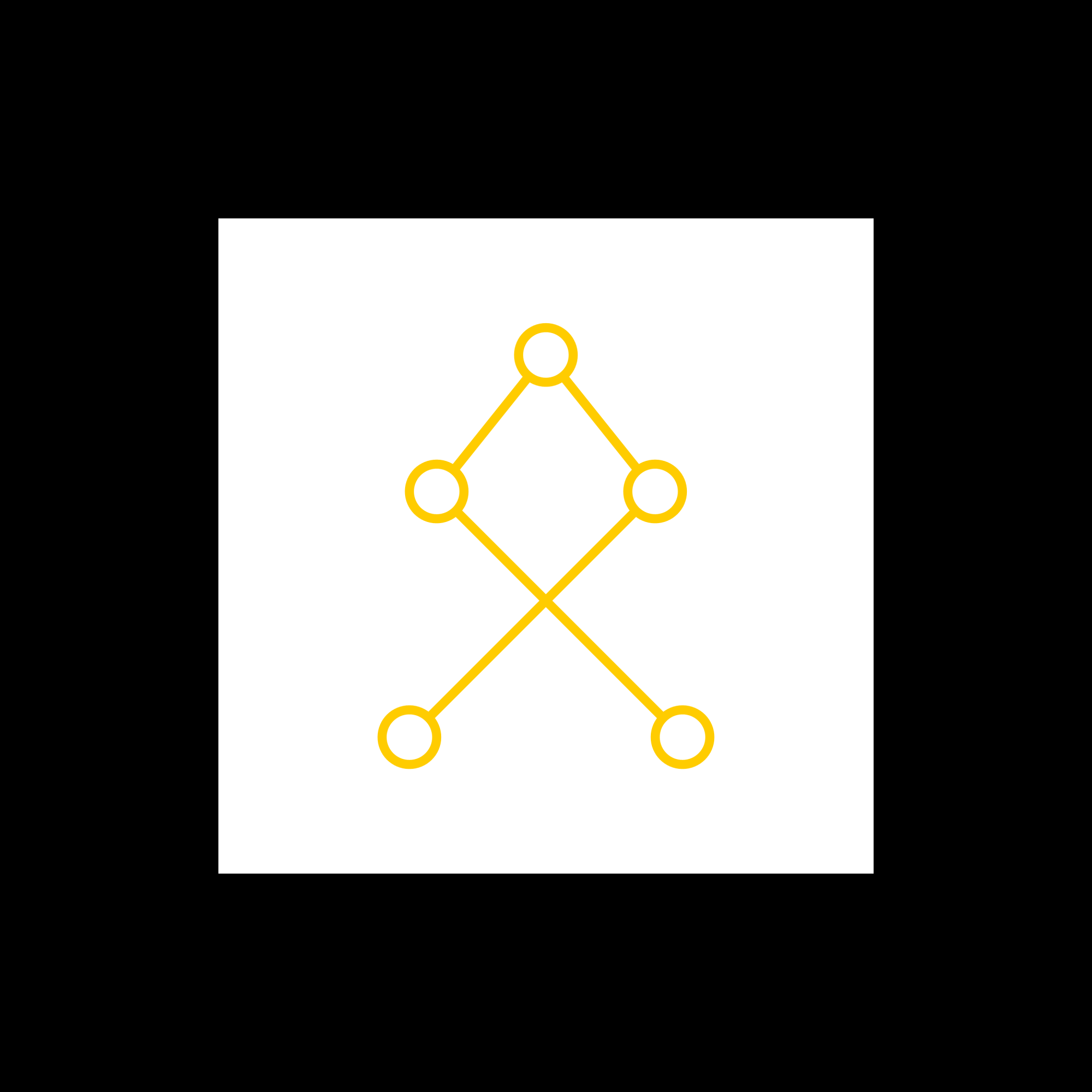
Лангшон (Lạng Sơn tỉnh, 諒山省)
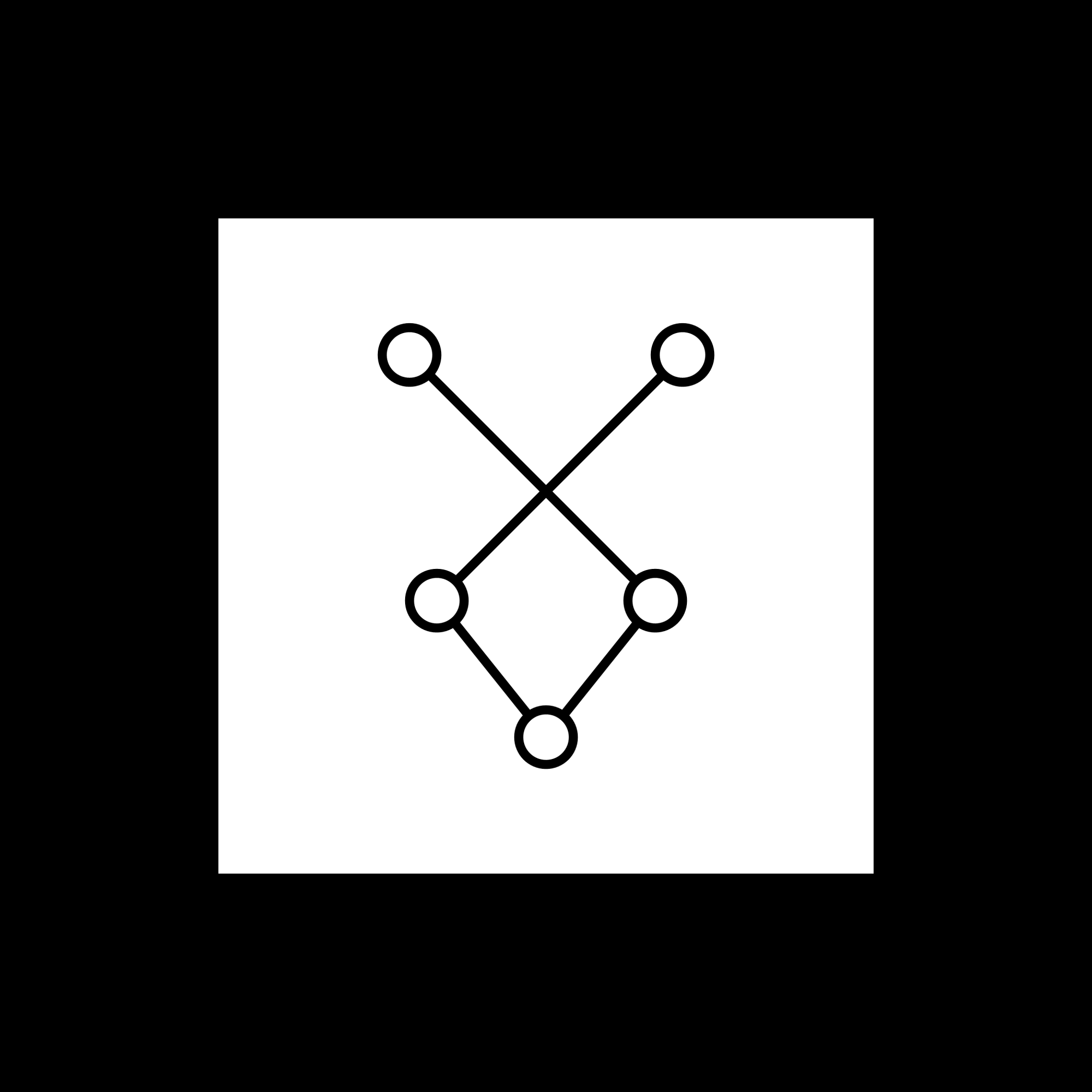
Бакнинь (Bắc Ninh tỉnh, 北寧省)
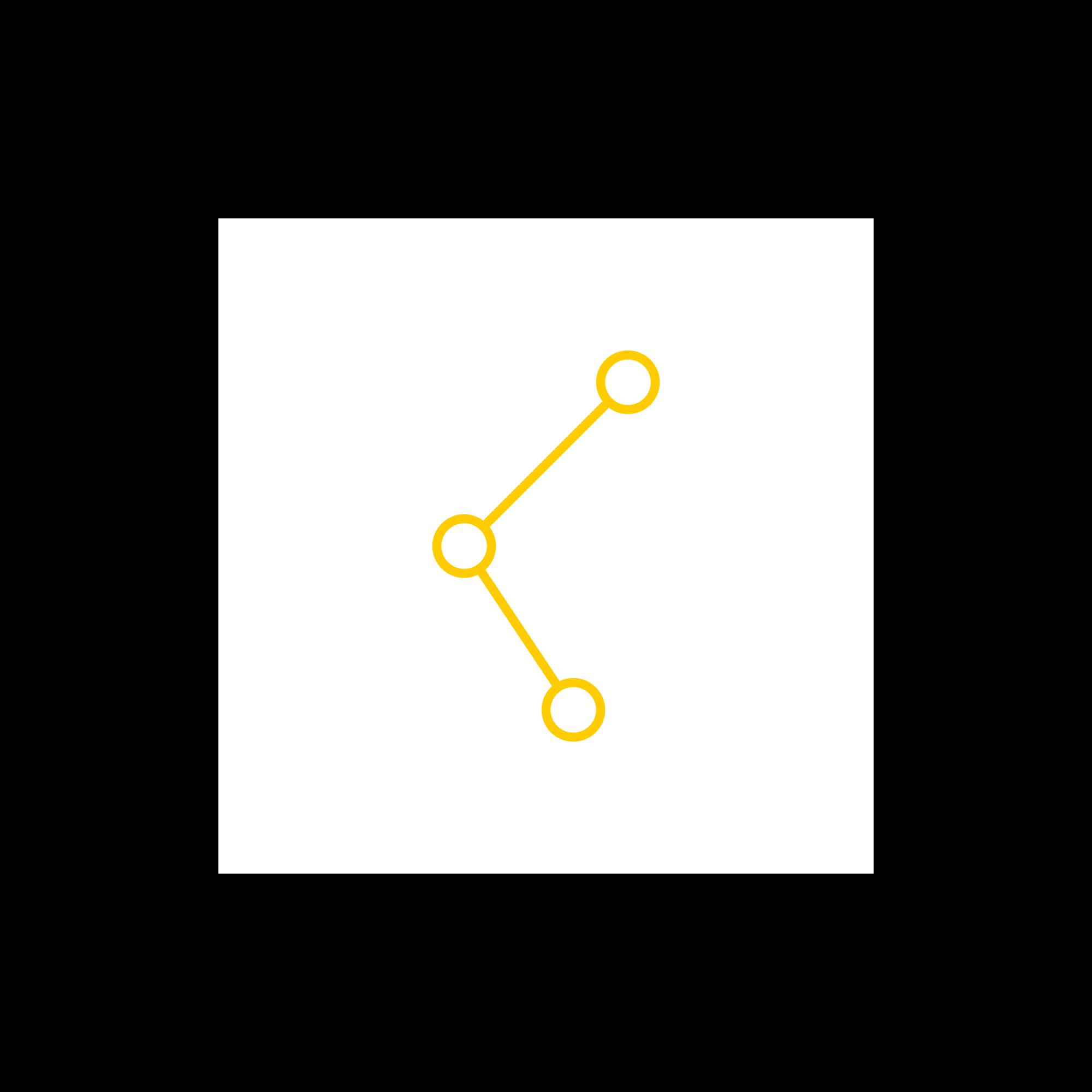
Шонтэй[вьет.] (Sơn Tây tỉnh, 山西省)
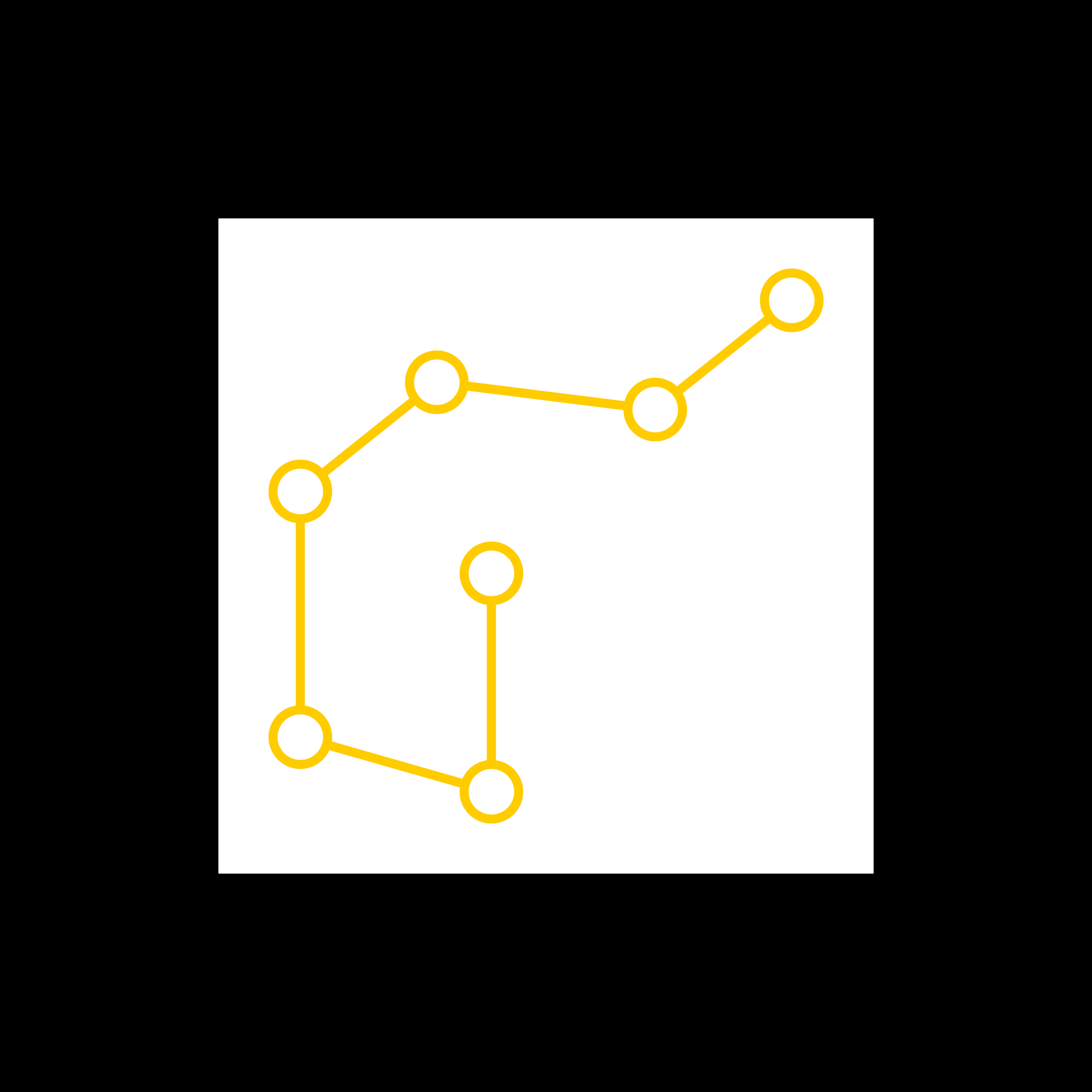
Хайзыонг (Hải Dương tỉnh, 海陽省)
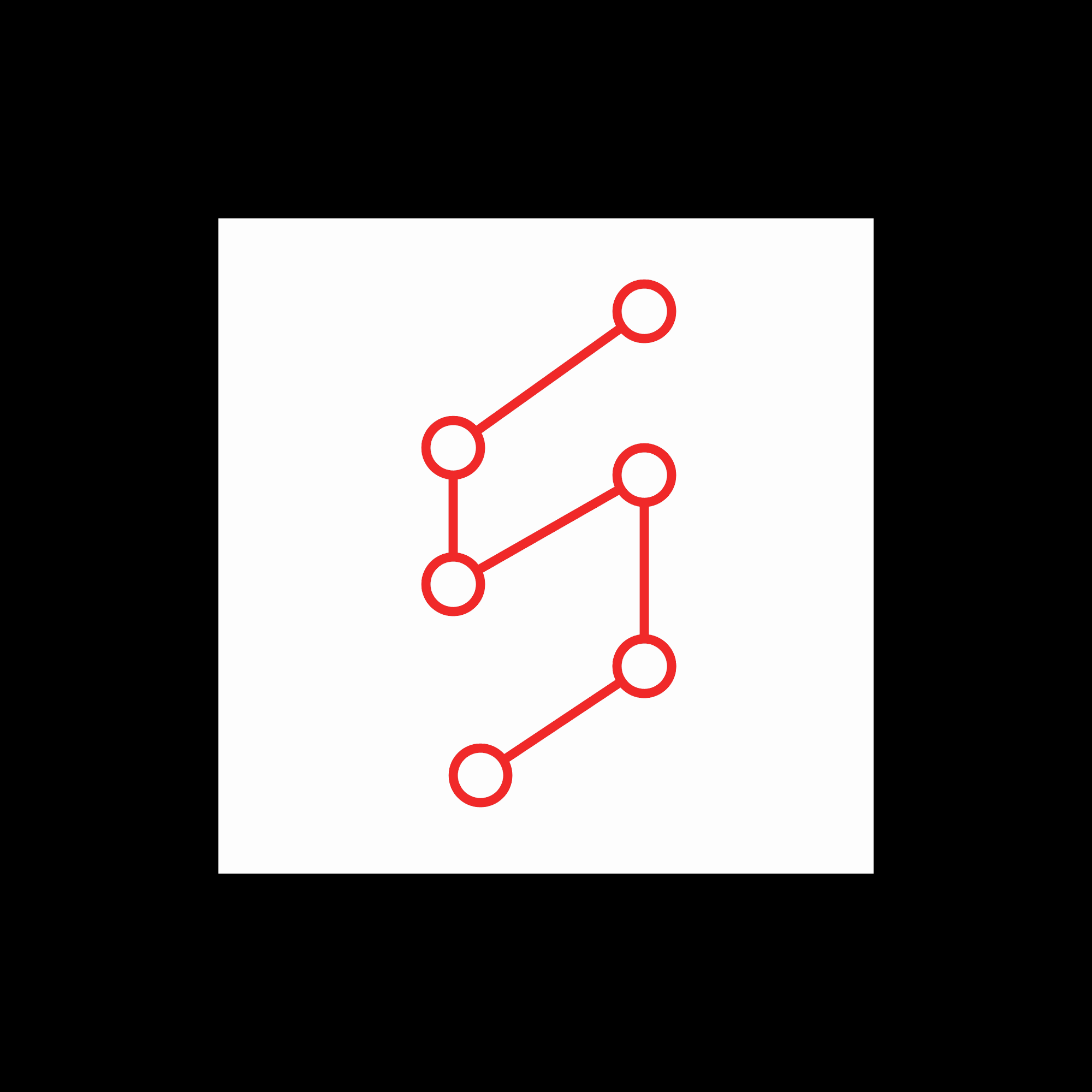
Намдинь (Nam Định tỉnh, 南定省)

## Провинции Центрального региона

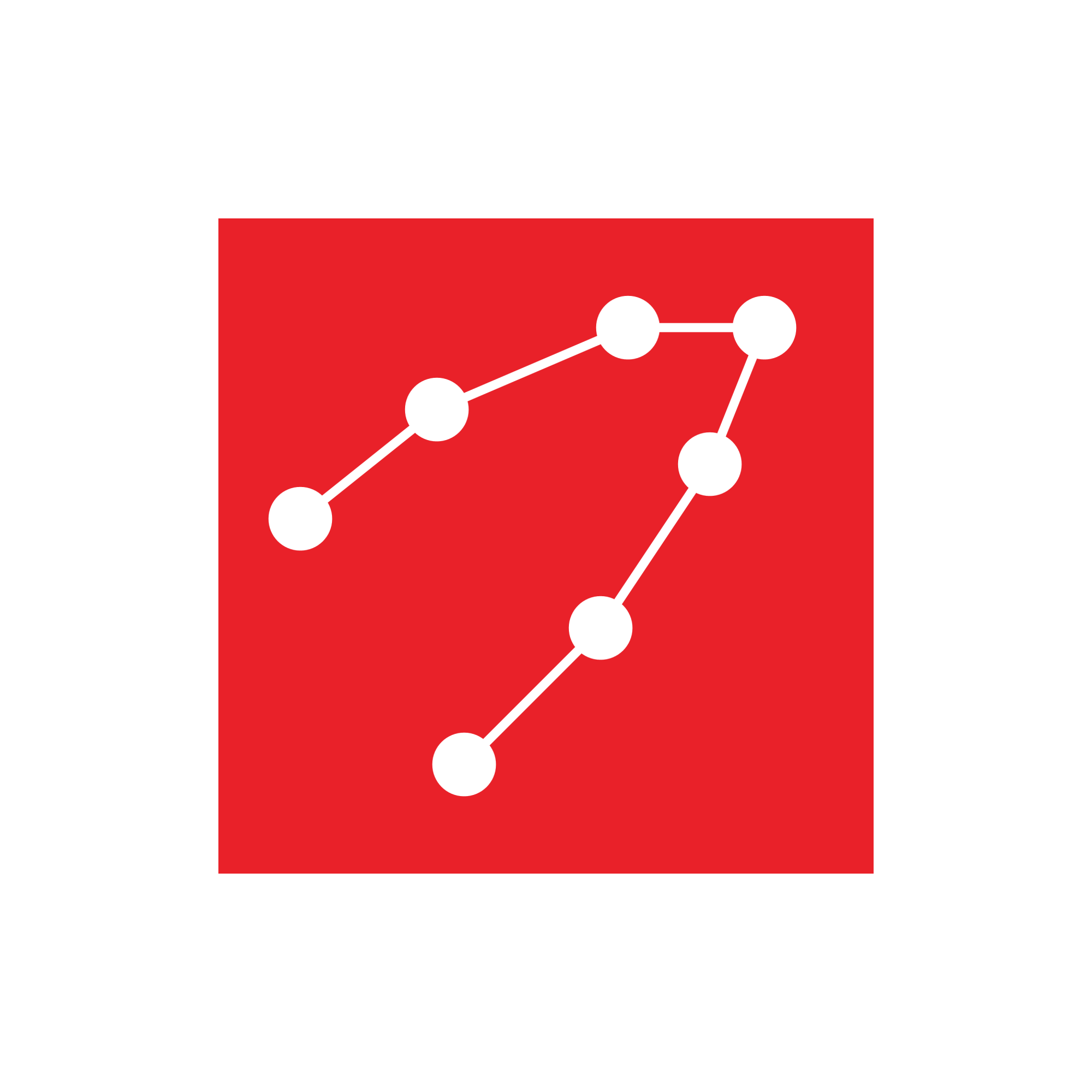
Тханьхоа (Thanh Hóa tỉnh, 清化省)
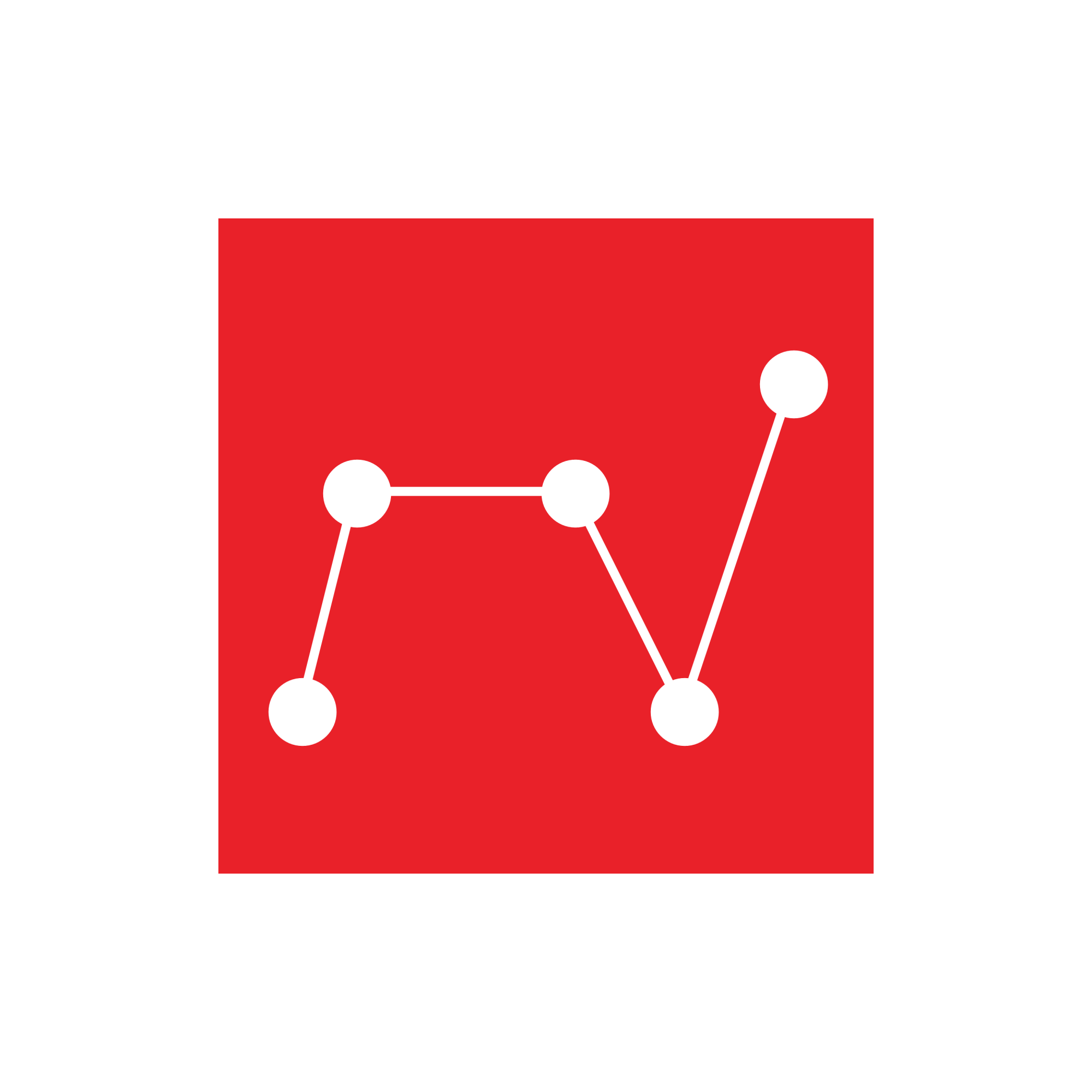
Нгеан (Nghệ An tỉnh, 乂安省)
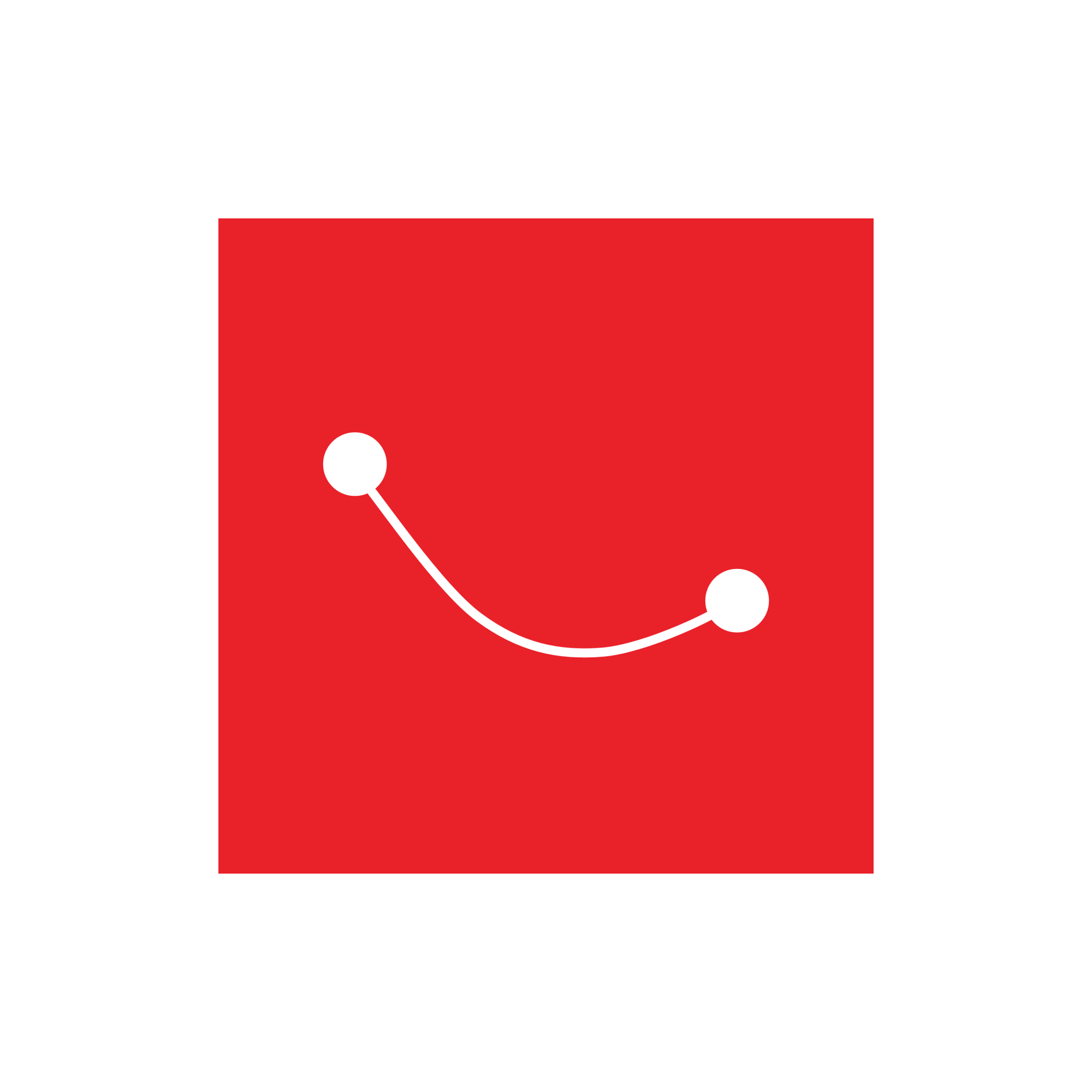
Хатинь (Hà Tĩnh tỉnh, 河靜省)

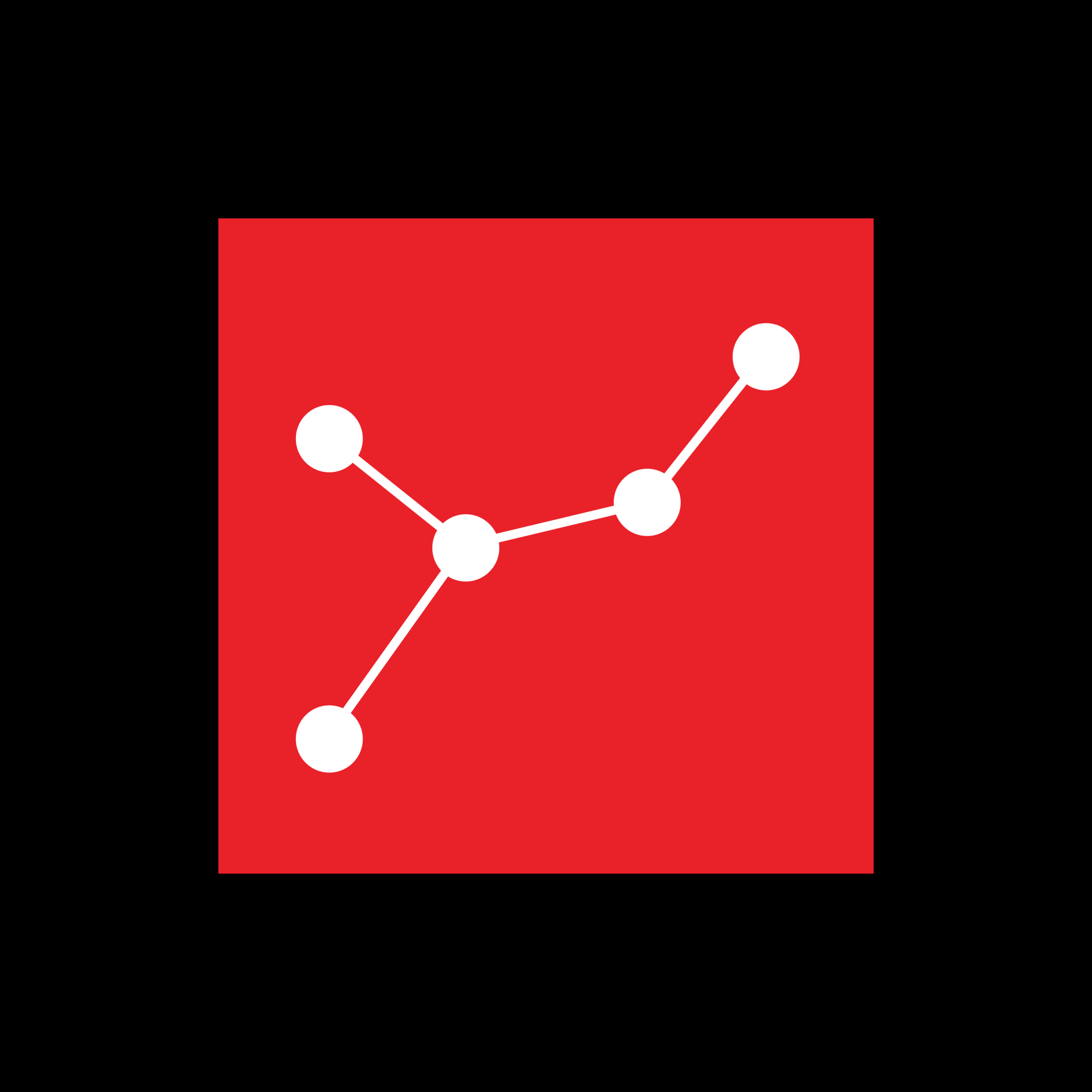
Биньдинь (Bình Định tỉnh, 平定省)
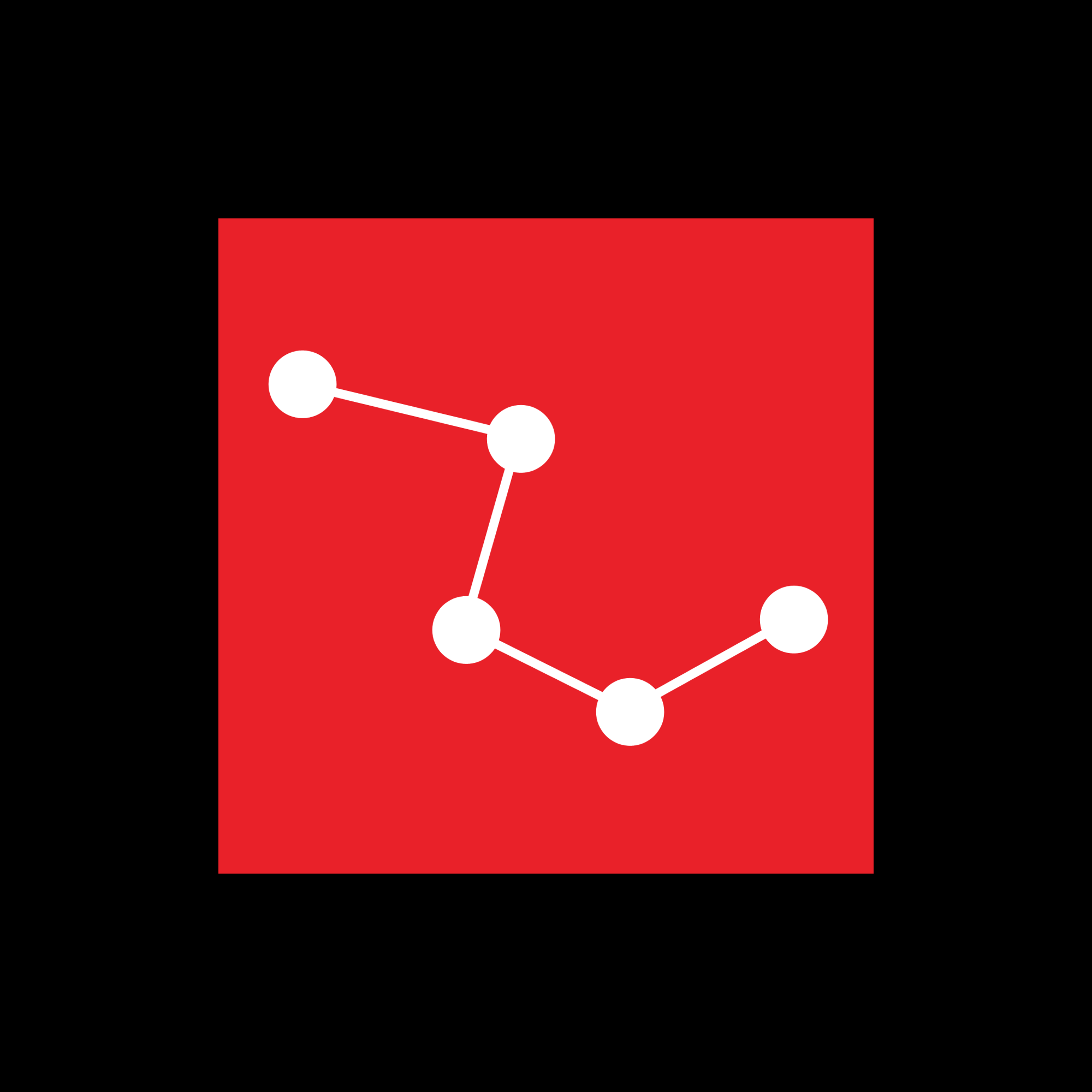
Фуйен (Phú Yên tỉnh, 富安省)
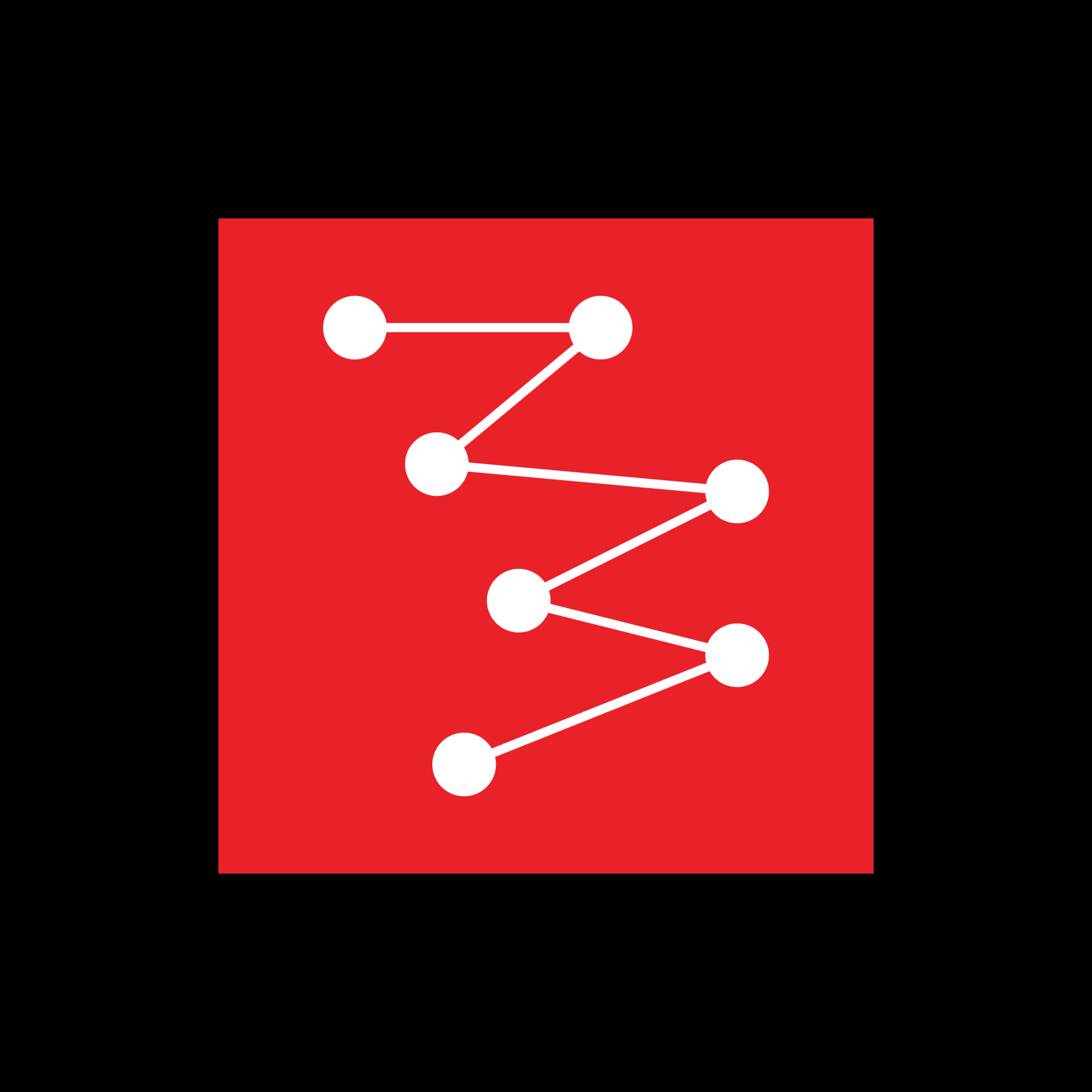
Кханьхоа (Khánh Hòa tỉnh, 慶和省)
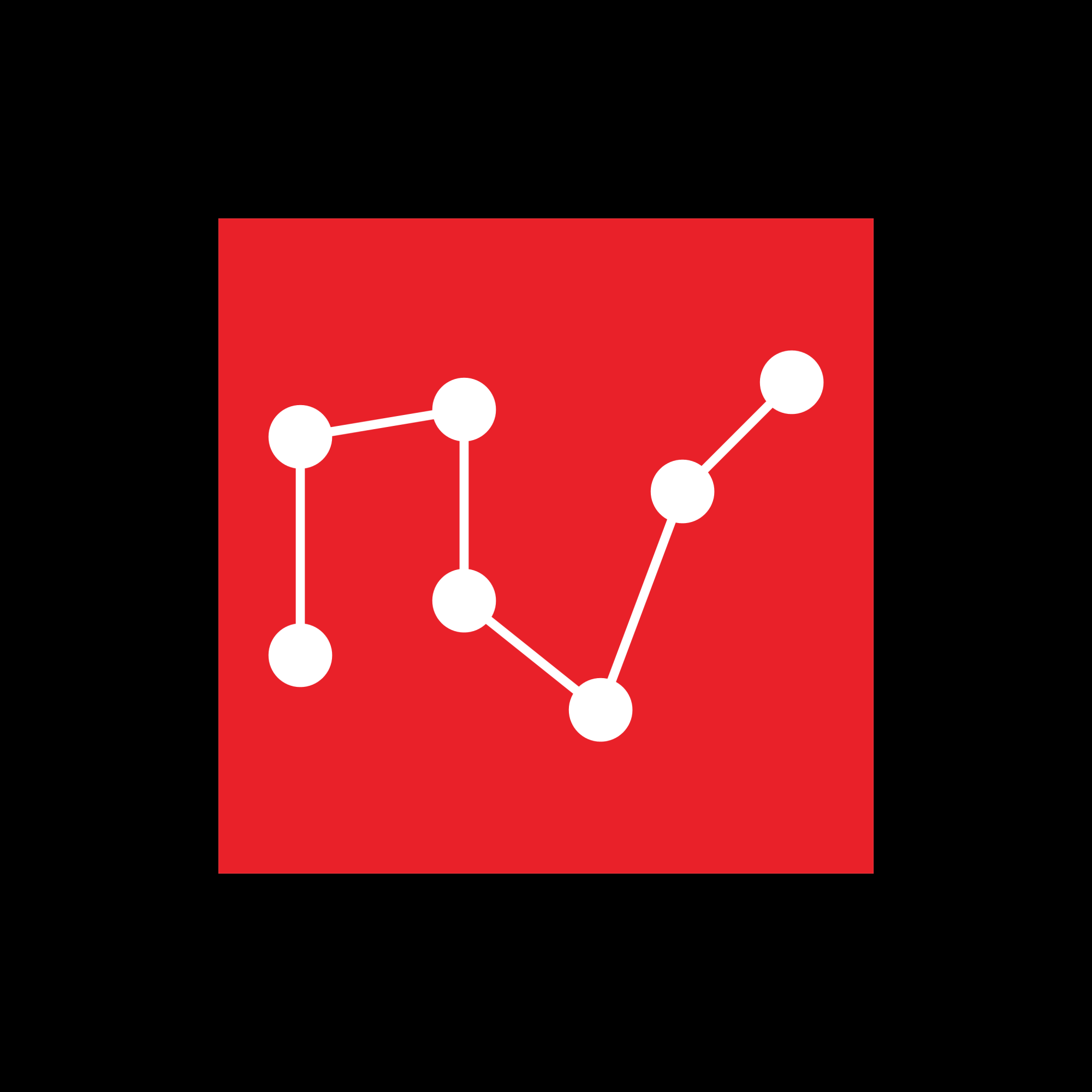
Биньтхуан (Bình Thuận tỉnh, 平順省)